# Scuola di Ginevra
L'espressione Scuola di Ginevra si riferisce a tre gruppi legati all'Università di Ginevra:
- un gruppo di linguisti che introdussero la moderna linguistica strutturale.

- un gruppo di teorici della letteratura e critici che svolgevano il proprio lavoro da una prospettiva fenomenologica.

- un gruppo di psicologi, continuatori e seguaci degli insegnamenti di Jean Piaget.

## La scuola di Ginevra di linguistica
La figura preminente della Scuola di linguistica di Ginevra fu Ferdinand de Saussure. Altri importanti colleghi e studenti di Saussure furono Albert Sechehaye, Albert Riedlinger, Sergej Karcevski e Charles Bally.
L'opera più significativa connessa con la Scuola fu il Cours de linguistique générale, il principale lavoro di Saussure, che fu pubblicato dai suoi studenti Charles Bally e Albert Sehechaye. Il libro era basato sulle lezioni, recanti questo titolo, che Saussure tenne tre volte a Ginevra tra il 1906 e il 1912. Charles Bally e Albert Sehechaye non presero parte a queste lezioni ma utilizzarono appunti di altri studenti. Il più importanti di questi studenti fu Albert Riedlinger, che fornì loro il materiale più sostanzioso. Inoltre Bally e Sehechaye continuarono a sviluppare le teorie di de Saussure, concentrandosi principalmente sulla ricerca linguistica del discorso. Sehechaye analizzò inoltre anche i problemi sintattici.

## La scuola di Ginevra di critica letteraria
L'espressione Scuola di Ginevra è anche applicata ad un gruppo di critici letterari degli anni cinquanta e sessanta e della prima metà degli anni settanta, i più importanti dei quali furono il belga Georges Poulet, i francesi Albert Thibaudet e Jean-Pierre Richard e gli svizzeri Marcel Raymond, Albert Béguin, Jean Rousset e Jean Starobinski. Thibaudet, Raymond, Rousset et Starobinski hanno insegnato letteratura francese all'Università di Ginevra, Béguin vi ha studiato. 
I critici Emil Staiger, Gaston Bachelard e J. Hillis Miller sono talvolta associati a questo gruppo.
Prendendo le mosse dal Formalismo russo e dalla fenomenologia (come nell'opera di Edmund Husserl) la Scuola usò il metodo fenomenologico per tentare di analizzare le opere letterarie come rappresentazioni di strutture profonde della coscienza dell'autore e le sue relazioni con il mondo reale. Il criticismo biografico fu evitato, dal momento che questi studiosi si concentravano sull'opera stessa, trattata come un insieme organico e considerata come la soggettiva rappresentazione della realtà (il concetto tedesco di Lebenswelt) e ricercavano i temi ricorrenti e le immagini, specialmente quelle di spazio e tempo e le interazioni tra il sé e gli altri.

## La scuola di Ginevra di psicologia
In psicologia si intende con scuola di Ginevra la scuola cognitivista di epistemologia genetica, centrata sugli insegnamenti di Jean Piaget.